# 박성태
박성태(1978년 11월 5일 ~ )는 대한민국의 성우로, 2006년 4월 CJ ENM 성우극회 공채 6기 공채로 입사했다.

## 내력
- 키 175cm에 혈액형은 A형이다.
- 일어일문학과를 나왔다.

## 출연 작품
굵은 글씨는 메인 캐릭터.

### TV 애니메이션
- 개구리 중사 케로로 (투니버스) - 푸타타, 우레레, TV해설
- 뱀파이어 기사 (애니맥스) - 키류 제로
- 토리코 (카툰네트워크) - 자이퍼
- 안녕 자두야 (SBS, 투니버스)
- 메탈 베이블레이드 (투니버스) - 유성, 나일, 잭
  - 메탈 베이블레이드 제로G (재능TV)
- 고스트 메신저 (OVA) - 강림도령
- 은혼 (투니버스) - 야마자키 사가루
- 닌자보이 란타로 (투니버스) - 타키야
- 꼬마 마법사 레미 비밀편 (투니버스) - 마동근
- 꿈의 크레용 왕국 (투니버스) - 골든국왕, 고소소콘스키
- 신비한 별의 쌍둥이 공주 (투니버스) - 나기뇨, 란다
  - 신비한 별의 쌍둥이 공주 꼬옥! (투니버스) - 타우리, 펜싱부장, 노체의 부왕, 블랙 크리스탈 킹
- 츠바사 크로니클 (투니버스) - 유키토
- 트리니티 블러드 (투니버스) - 위그 드 바토
- 캐릭캐릭 체인지 (투니버스) - 유노, 애리 아빠, 진저, 바이올린 장인
  - 캐릭캐릭 체인지 두근두근 (투니버스) - 타이거 아빠, 태호
- 슈가슈가 룬 (투니버스) - 소울
- 메르헤븐 (투니버스) - 존 피치, 알리바바
- 블리치 (투니버스, 애니맥스) - 슈리카, 이치마루 긴, 괴테, 로즈
- 나루토 (투니버스) - 아라시 / 하치다이
  - 나루토 질풍전 (투니버스) - 사이
- 너에게 닿기를 (투니버스) - 하마사키, 선생
- 세토의 신부 (투니버스) - 요시우오
- 오란고교 사교클럽 (투니버스) - 아라이
- 가정교사 히트맨 리본 (투니버스) - 어른 람보, 람포, 스패너
- 마법소녀 리리칼 나노하 (퀴니) - 타카마치 쿄야
- 엘르멘탈 제라드 (투니버스) - 공적, 리그, 훌리거
- 배틀짱 (투니버스) - 알레시오 율리아노
- 떴다! 럭키맨 (투니버스) - 천재맨, 진상 아빠, 조련사맨, 상어맨, 싸우고보자별 우주인, 쌀밥맨, 운동회맨, 자객맨
- 브랏츠 - 밤샘파티 대모험 (투니버스) - 클로에 아빠
- 쟈니테스트 (투니버스) - 길, 화이트맨
- 결계사 (투니버스) - 미노 선생, 히바 쿄이치, 코슈, 하로쿠, 유키무라 토키오
- 요괴인간 타요마 5기 (투니버스) - 우산 도깨비
- 메이저 (투니버스) - 이강두
- 무인행성 서바이브 (투니버스) - 하워드
- 란마 1/2 (투니버스) - 동풍 선생
- 선생님의 시간 (투니버스) - 죠지
- 음양대전기 (투니버스) - 적동의 이소로쿠
- 원피스 (투니버스) - 상디
- 피치걸 (투니버스) - 지골로
- 너에게 닿기를 (투니버스) - 하마사키
- 꿈빛 파티시엘 (투니버스) - 서로진
  - 꿈빛 파티시엘 프로페셔널 (투니버스) - 서로진
- 완소! 퍼펙트 반장 (챔프) - 서청연, 프랑소와
  - 미라클체인지 퍼팩트반장 (챔프) - 서청연
- 소년탐정 김전일 Original (애니박스) - 토노 에이지, 미야마 히카케
- 노다메 칸타빌레 파리편 (애니맥스) - 프랑크
  - 노다메 칸타빌레 피날레 (애니맥스) - 프랑크
- 블레이징 틴스3 (투니버스) - 레이
- 쌉니다 천리마마트 (투니버스) - 조민달
- 침략! 오징어 소녀 (투니버스) - 한잠수
- 미호 이야기 (투니버스) - 금호
- 잃어버린 마법의 섬 (투니버스) - 마바로와
- 굳세어라 금동아! (재능TV) - 애벌레
- 록맨 에그제 비스트 (애니맥스) - 명인
  - 록맨 에그제 비스트 플러스 (애니맥스) - 명인
- 블레이징 틴스 (투니버스) - 레이
- 제네레이터 렉스 (카툰네트워크) - 노아
- 이상한 바다의 플랩잭 (카툰네트워크) - 과학자
- 흑집사 (애니박스) - 윌리엄 T.스피어스
  - 흑집사 스페셜 (애니박스) - 윌
- 드래곤볼Z (투니버스) - 청년 손오천
- 드래곤볼GT (투니버스) - 손오천
- 유유백서 (대원방송) - 성수
- 몬스터 버스터 클럽 (애니박스) - 크리스
- 위험 최강 단거 할아버지 (투니버스)
- 미스터맨 쇼 (카툰네트워크) - 폴짝 씨
- 무적 철가방 (투니버스)
- 듀얼 레전드 제로 (재능TV) - 타루
- 레이튼 교수와 영원한 디바 (디즈니채널) - 피에르
- 스켓 댄스 (투니버스) - 단테, 백관수
- 명탐정 코난 (투니버스) - 최형사, 김재진, 안기준, 편광인, 신의준, 김태원, 하일호, 노준서
- 테니스의 왕자 (투니버스) - 키쿠마루 / 라명
- 괴담 레스토랑 (투니버스) - 차세형
- 쾌걸 조로리 (투니버스) - 삼식
- 아따맘마 (투니버스) - 목욕탕 주인
- 우주인 타로 (투니버스) - 고시
- 뷰티풀 조 (투니버스)
- 달려라 이다텐 (투니버스) - 수비대장
- 록맨 에그제 스트림 (투니버스)
- 따끈따끈 베이커리 (투니버스) - 남자1
- 사무라이 참프루 (투니버스) - 무사2
- 닌자펭귄 땡글이 (투니버스) - 소완치
- 디지몬 크로스워즈 (챔프) - 루체몬
- 슈팅 바쿠간 BG (투니버스) - 브루티칸
- 말짱 꽝돌이 (투니버스) - 몽돌
- 건방진 천사 (퀴니)
- 베베데빌 (투니버스)
- 육가네 6쌍둥이 (카툰네트워크) - 냐욱
- 엘리엇 키드 (투니버스) - 모차르트
- 미소의 세상 스페셜 (투니버스)
- 럭키프레드 (투니버스) - 프라이데이
- 나루토 SD - 록 리의 청춘 닌자전 (투니버스) - 사이
- 드래곤 길들이기 : 버크의 라이더 (카툰네트워크) - 터프넛
- 웨딩피치 (투니버스) - 플로이
- 마기 (카툰네트워크) - 카심
- 탐험 드리랜드 (투니버스) - 브릴리안
- 또르르 방울이 친구들 (MBC)
- 은하로 킥오프 (애니맥스) - 남궁선
- 짱구는 못말려 (투니버스) - 하나물산 부장
- 카레이도 스타 OVA 불사조의 전설 (투니버스) - 남자2
- 싱싱초밥단 코부시 (투니버스) - 형님
- 코토우라양(내 마음의 비밀) (애니박스) - 성하
- 최강! 탑플레이트 (SBS) - 사회자
- 토리코X원피스 : 최강의 콤비 (카툰네트워크) - 상디
- 뛰뛰빵빵 구조대2 (KBS, 투니버스) - 이구대장
- 미술탐험대 (EBS) - 그레이
- 스쿨랜드 (EBS) - 피카슈
- 크로스 게임 (EBS) - 도진욱
- 괴도 조커 (카툰네트워크) - 큰도마뱀 99호, 붉은 전갈
- 캐치! 티니핑 (KBS) - 화나핑
- 닌자고 - 모로
- 유희왕 ARC-V - 아카바 레이지
- 비밀♥비밀의 에그엔젤 코코밍 (디즈니채널) - 코코도사
- 터닝메카드 (KBS) - 베노사, 크랑, 레온
- 터닝메카드 W (KBS) - 베노사, 크랑, 레온, 투스코, 푸킨, 윙피닉스
- 터닝메카드 NEW (KBS) - 베노사, 크랑, 레온, 투스코(젤로시아의 테이머), 푸킨, 윙피닉스
- 터닝메카드 R (KBS) - 베노사
- 너티너츠 (EBS) - 주요 캐릭터
- 헬로 카봇 유니버스 (SBS) - 베노사
- 신비아파트 고스트볼 더블X: 6개의 예언 (투니버스) - 자간
- 신비아파트 고스트볼Z (투니버스) - 식원귀, 번개 식원귀
- 히어로스쿨Z - 하이퍼맨
- 포켓몬스터 XY (투니버스) - 다크 루차볼, 거북손데스
- 포켓몬스터 W (투니버스) - 현장
- 아울 하우스 (디즈니채널) - 에드릭
- 도깨비언덕에 왜 왔니? (투니버스) - 시랑
- 카비온 (KBS)

### 극장용 애니메이션
- 극장판 가면라이더 vs 파워레인저 슈퍼히어로 대전 - 포제
- 극장판 고스트 메신저 - 강림도령
- 나루토 질풍전 극장판(인연) - 숙명의 재회 (투니버스) - 사이
- 드래곤 길들이기 2 - 터프넛
- 명탐정 코난: 천공의 난파선
  - 명탐정 코난: 11번째 스트라이커 - 신영보
  - 명탐정 코난: 제로의 집행인 - 안기준(=강준영)
- 빅 히어로 - 프레디
- 슈퍼배드 - 케빈
- 신비아파트 극장판 차원도깨비와 7개의 세계 - 대쉬
- 원피스 극장판 Z - 상디
  - 원피스: 스트롱 월드 - 상디
  - 원피스: 저주받은 성검 - 상디
  - 원피스 : 에피소드 오브 메리 - 또 하나의 동료 이야기 - 상디
  - 원피스 : 에피소드 오브 루피 - 핸드 아일랜드의 모험 - 상디
  - 원피스 : 에피소드 오브 사보 (투니버스) - 상디 / 브루탈 불 / 장 앵고 / 트레볼
- 원피스 필름 골드 - 상디
- 마이펫의 이중생활, 마이펫의 이중생활 2 - 오존
  - 원피스 : 에피소드 오브 이스트블루 - 상디 / 히그마
- 터보 - 티토
- 토니스토리 : 깡통제국의 비밀
- 극장판 에그엔젤 코코밍:푸르밍과 두근두근 코코밍 세계 - 코코도사
- 극장판 요괴워치: FOREVER FRIENDS - 공망
- 위시 - 다리오

### 외화

#### 드라마
- 33분 탐정 (투니버스) - 유노
- 가면라이더 파이즈 (투니버스) - 연구원
- 가면라이더 키바 (챔프) - 나고 케이스케 (가면라이더 이쿠사) /루크
- 파워레인저 정글포스 (챔프) - 레오 / 정글 레드
- 파워레인저 캡틴포스 (챔프) - 레오(정글 레드)
- 명탐정 코난 드라마스페셜 - 남도일에게 보내는 도전장 (투니버스) - 남학생2
- 자이언트 세이버 (투니버스) - 펜 몬스터
- 가면라이더 포제 (챔프) - 독고달호 (키사라기 켄타로) (후쿠시 소우타)
- 미라클 멜로디 (투니버스) - 밥통 선장

#### 영화
- 개구장이 스머프 - 배짱이 스머프
- 어벤져스: 인피니티 워 - 네드(제이콥 배덜런)
- 해리포터와 불사조 기사단 - 론 위즐리
- 해리포터와 혼혈왕자 - 론 위즐리
- 해리포터와 죽음의 성물 - 론 위즐리

### 광고
- 아디다스 (베컴 편) - 베컴

### 게임
- 스타크래프트 II 시리즈
  - 스타크래프트 II: 자유의 날개 - 멧 호너(짐 레이너의 부관)
  - 스타크래프트 II: 군단의 심장 - 멧 호너(짐 레이너의 부관), 야그드라(Yagdra), 피의 사냥꾼, 광신자
- 엘소드 - 레이븐, 인큐버스
- 타르타로스 온라인 - 아엘로트 (Aelrot) / 감독관 / 용아병사제 / 재규어 / 수월
- 마그나카르타2 - 크로셀 리든
- 메이플스토리 - 프리드
- 블레이드 앤 소울 - 강태봉, 당진설
- 웬디의 네버랜드 - 카엘 라피에
- 디아블로3
- 능력자X - 오즈
- 네임리스 - 레드(리트윗)
- 월드 오브 워크래프트
- 도타2 - 악몽의 그림자
- 언라이트 - 메렌
- 리그 오브 레전드 - 판테온, 카서스, 초가스
- 원신 - 도토레
- 회색도시2 - 정은창
- 베리드스타즈 - 한도윤
- 사이퍼즈 - 릭 톰슨
- 하얀고양이 프로젝트 - 이슈플(1주년 기념)
- 소울워커 - 어윈 아크라이트
- 슈퍼 판타지 워 (넥슨) - 로드
- 음양사 - 미나모토노 히로마사
- 괴리성 밀리언아서 - 특이형 석탈해
- 에덴의 너머 - 오스카 에드닉
- 던전앤파이터 - 알베르트 번스타인, 베른 보네거트
- 파이널 판타지 XIV - 산크레드
- 삼국블레이드 - 조운
- 로맨틱 프린세스 - 카이
- 로스트아크 - 경비병 미겔(로그힐) 외 다수
- 애프터라이프 - 준
- 쿠키런: 킹덤 - 불꽃정령 쿠키

### 오디오 드라마
- 센티멘탈 리즌 (ACO) - 최수현
- Let 다이 (DiiVaa) - 하기나루
- Let There Be Love (ACO) - 최수현
- 닮은사람 (숲) - 연신우
- THE HANGED MAN 상.하 (ACO) - 해조
- THE JARA 15 (야해) - 동생
- THE JARA 27 (야해)

### 방송
- 켠김에 왕까지 (온게임넷)

### 노래
- 내 마음 닿아라 - 완소! 퍼펙트 반장 엔딩곡 (김현심, 장민혁성우와 함께 부른 곡)
- LOVE SONG - 네임리스 캐릭터 엔딩곡 (홍범기 성우와 함께 부른 곡)

### 이벤트
- Sweet time Sweet voice(STSV)
- [별이 빛나는 밤에] 1박 2일 MT